# Impero di Nicea
L'Impero di Nicea fu lo Stato più esteso ad essere fondato dai rifugiati romei di rito greco dell'Impero bizantino dopo la caduta di Costantinopoli ad opera dei partecipanti alla quarta crociata; ebbe vita dal 1204 al 1261.

## Fondazione
Nel 1204 l'Imperatore bizantino Alessio V preferì imbarcarsi per andare in Tracia ad arruolare un esercito piuttosto che rimanere a Costantinopoli per essere catturato dai crociati. Costantino XI Lascaris, nipote dell'Imperatore Alessio III Angelo, fu proclamato Imperatore, ma fuggì anch'egli nella città di Nicea, in Bitinia, quando si rese conto che Costantinopoli era senza speranza. Qui fondò l'Impero di Nicea, che comprendeva le vecchie province asiatiche dell'Impero Bizantino, ma pochi mesi dopo morì e gli succedette il fratello Teodoro I Lascaris.
L'Impero latino fondato dai Crociati a Costantinopoli aveva poco controllo sui territori precedentemente appartenenti all'Impero bizantino, e sorsero in Epiro e a Trebisonda Stati che si proclamavano eredi dell'Impero come a Nicea. Questa era tuttavia la più vicina all'Impero latino e la favorita per ristabilire il vecchio potere imperiale. Teodoro inizialmente fallì, subendo due sconfitte a battaglia di Poimanenon e a Bursa nel 1204, ma riuscì ad occupare gran parte dell'Anatolia nordoccidentale mentre l'Imperatore latino Baldovino I era costretto a difendersi da un'invasione da parte di Kaloyan di Bulgaria. Teodoro sconfisse inoltre un esercito di Trebisonda, oltre a vari altri piccoli rivali, conquistando la posizione di più forte tra gli Stati successori. Nel 1206 egli si proclamò Imperatore a Nicea.
Molte tregue e alleanze furono strette e rotte nel giro di pochi anni, mentre gli Stati successori, l'Impero latino, i Bulgari e i Selgiuchidi del Sultanato di Iconio (confinante con Nicea) combattevano tra loro. Teodoro tentò di dare legittimità alla propria rivendicazione nominando un nuovo Patriarca di Costantinopoli a Nicea, dopo due anni di sede vacante, Michele IV Autoreiano (20 marzo 1208 - 26 agosto 1214). Nel 1219 sposò la figlia dell'Imperatrice latina Iolanda di Fiandra, ma egli morì nel 1222 e gli succedette suo nipote Giovanni III Vatatze.

## Espansione

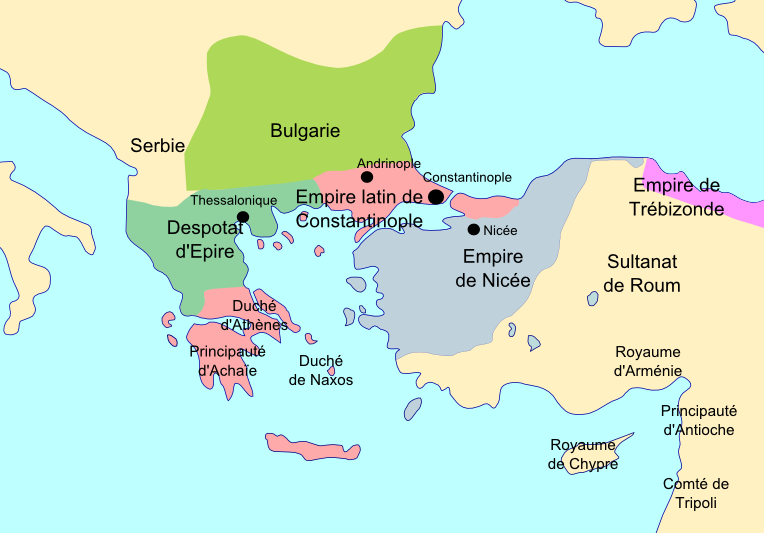
I Balcani e l'Asia Minore nel 1230, l'impero di Bulgaria (verde chiaro), il despotato d'Epiro (verde scuro), l'impero latino (rosa), l'impero di Nicea (grigio), impero di Trebisonda (viola).

Nel 1224 il latino Regno di Tessalonica fu conquistato dal Despota d'Epiro, ma questo stesso cadde sotto controllo bulgaro nel 1230. In assenza di un qualunque potere a Trebisonda, Nicea rimase l'ultimo Stato bizantino, e Giovanni III espanse la propria influenza nell'Egeo. Nel 1235 si alleò con Ivan Asen II di Bulgaria, permettendogli di annettere ai suoi territori Tessalonica e l'Epiro. Nel 1242 i Mongoli invasero i territori Selgiuchidi a ovest di Nicea e, nonostante Giovanni III fosse preoccupato che potessero attaccarlo, finirono con l'eliminare la minaccia selgiuchide per l'Impero niceano. Nel 1245 Giovanni si alleò col Sacro Romano Impero sposando Costanza Anna di Staufen, figlia di Federico II. Nel 1248 Giovanni aveva sconfitto i Bulgari e circondato l'Impero latino, contro cui combatté fino alla morte nel 1254.
Teodoro II Lascaris, figlio di Giovanni III, dovette fronteggiare delle invasioni bulgare in Tracia, ma riuscì a difendere i territori. Anche l'Epiro si rivoltò, alleato con Manfredi di Sicilia, e Teodoro II morì nel 1258. Giovanni IV Lascaris gli succedette, ma era ancora un bambino e la reggenza fu presa dal generale Michele Paleologo. Questi si proclamò co-imperatore (come Michele VIII) nel 1259, e presto sconfisse un attacco combinato del Despota d'Epiro, Manfredi, e del latino Principe d'Acaia alla battaglia di Pelagonia.

## Riconquista di Costantinopoli
Nel 1260 Michele marciò sulla stessa Costantinopoli, cosa che non era stata mai possibile per i suoi predecessori. Egli si alleò con Genova e il suo generale Alessio Melisseno Strategopulo passò mesi ad osservare la città per pianificare l'attacco. Nel luglio del 1261, mentre la maggior parte dell'esercito latino era impegnato altrove, Alessio riuscì a convincere le guardie della città ad aprire le porte. Una volta dentro mise a fuoco il quartiere veneziano (in quanto questi erano nemici di Genova ed erano stati corresponsabili della caduta della città nel 1204). Michele fu riconosciuto imperatore del restaurato Impero bizantino poche settimane dopo.
Gli abitanti dell'Impero restaurato consideravano l'Impero di Nicea l'autentico successore di quello bizantino, nonostante l'Impero di Trebisonda continuasse ad esistere, come anche il latino Principato d'Acaia. L'Acaia fu recuperata presto, ma Trebisonda rimase indipendente. L'Impero doveva inoltre affrontare la nuova minaccia degli Ottomani, che erano subentrati ai Selgiuchidi.

## Imperatori di Nicea
- Costantino Lascaris 1204
- Teodoro I 1204-1222
- Giovanni III Ducas Vatatze 1222-1254
- Teodoro II Ducas Lascaris 1254-1258
- Giovanni IV Ducas Lascaris 1258-1261
- Michele VIII Paleologo 1259-1282